# Анна Матвеевна Имеретинская
Царица Анна (русс. Анна Матвеевна; урождённая княжна Орбелиани; груз. ანა ორბელიანი; 17 июля 1765 — 4 июня 1832, Москва) — царица Имеретии, супруга царя Давида II.

## Биография
Анна родилась в 1765 году, в эпоху, когда Грузия была разделена на несколько государств, крупнейшими из которых были Картли-Кахетинское царство (собственно Грузия) со столицей в Тифлисе, и меньшее Имеретинское царство со столицей в Кутаисе.
Анна являлась представительницей Картли-Кахетинского княжеского дома Орбелиани. Она была дочерью князя Мамуки Орбелиани и его жены из рода князей Квенипневели, эриставов (наследственных наместников области) Ксани (Эристовых-Ксанских). Князь Мамука Орбелиани, отец Анны, скончался в 1770 году, после чего она воспитывалась при дворе царя Картли-Кахетии Ираклия II.
Около 1781 года Анна была выдана замуж за имеретинского князя Давида, который нашел убежище в Тифлисе, после того, как попытался свергнуть с престола своего двоюродного брата Соломона I. Позже Давид всё-таки захватил имеретинский трон в 1784 году, однако, в дальнейшем был свергнут Соломоном II, и вынужден был отправиться в изгнание, оставив жену и сына, Константина, в заложниках у Соломона.
Давид скончался в изгнании в Ахалцихе в 1795 году, а Константин был заключён в тюрьму в Имеретии. Анне удалось уехать в Кахетию, где царь Ираклий пожаловал ей населённое имение. Однако, после смерти своего покровителя Ираклия, Анна вступила в земельный спор с князем Гогией Абашидзе, который мог привести к утрате пожалованных ей царём Ираклием земель. Тем временем, Соломон отправил военный отряд, чтобы силой вывезти её в свою столицу — Кутаис. Сторонники Анны оказали вооружённый отпор сторонникам Соломона, а сама она, воспользовавшись этим, смогла бежать через лес в Сурамскую крепость, под защиту русского отряда во главе с капитаном Бартеневым.
После этого Анна (в России её именовали Анной Матвеевной) отправилась в Санкт-Петербург, чтобы просить царя Александра I добиваться освобождения её сына, а затем гарантировать его правопреемство на престоле бездетному Соломону.
Александр I принял Анну весьма радушно и выполнил её просьбу. Под давлением России Соломон в 1803 году освободил Константина в 1803 году, а в следующем году, в рамках соглашения с Россией, сделал царевича, много лет проведшего в заточении, своим наследником. За Анной Матвеевной был пожизненно сохранён её титул царицы, она была награждена орденом Святой Екатерины Большого креста. Проживала в Тифлисе.
Однако, в том же 1804 году, Константин неожиданно бежал в Имеретию, где перешёл на сторону Соломона. Российское правительство было разочаровано, так как Соломон не проявлял к России особых симпатий, а его потенциальный наследник предпочёл проживанию в Тифлисе бегство в Кутаис к Соломону. В результате, Имеретинское царство в 1810 году было завоёвано Россией и упразднено.
Анна Матвеевна, утратив после этого доверие Александра, по его настоянию была вынуждена переехать с невесткой и внуком в Санкт-Петербург, подальше от Грузии, так как теперь он опасался её участия в каких-либо беспорядках. Она получила от Александра I в подарок трёхэтажный особняк на берегу Невы, неподалёку от Зимнего дворца и ежегодное денежное содержание. Денежное содержание, весьма значительная для обычного человека, было (или казалось) царице Анне не соответствующим её статусу, так что в конечном итоге она была вынуждена сдать богатым квартирантам два верхних этажа своего дворца а сама поселится в нижнем. Это, однако, не помогло: царица заложила особняк, не смогла вовремя выплатить долги и была вынуждена переехать в дом поменьше.
Она тщетно пыталась вернуть своему сыну если не престол, то хотя бы прежние личные поместья имеретинских царей, или же получить крупную денежную компенсацию за утраченные земли. Продолжала интересоваться грузинской культурой, собирала и копировала грузинские рукописи, организовала в своём доме в Санкт-Петербурге, поблизости от Владимирского собора домовую церковь Рождества Христова.
Царица Анна Матвеевна Имеретинская умерла в Москве в 1832 году и была похоронена в Донском монастыре среди других представителей царственных домов Грузии.